# Anthony Pagden
Anthony Robin Dermer Pagden, de origen británico, es un destacado profesor de ciencia política y de historia. Formado en muy diversas universidades (Santiago de Chile, Londres, Barcelona y Oxford), trabaja en la Universidad de California, Los Ángeles.

## Biografía
Este historiador es hijo de John Brian Dermer Pagden (m. 1979) y Joan Mary Pagden (m. 1997). Anthony Pagden se educó en la Grange School (Santiago de Chile) y en la Westminster School (Londres). Entre 1964-1977, estuvo en la Universidad de Barcelona (y sus libros han tenido eco luego en España). A continuación, y hasta 1969 trabajó en la editorial Trianon Press de París, e hizo trabajos de traducción. 
En 1969 fue a Oxford, al Oriel College para aprender persa y árabe, pero de inmediato pasó a aprender lengua e historia españolas. Investigó en Oxford, en el Worcester College, y el Merton College, Luego estuvo en el famoso Instituto Warburg de Londres. Entre 1980-1997 estuvo en Cambridge: Girton College, 1980–1983, y King's College, 1985-1997. 
En 1997 sucedió a  J. G. A. Pocock como profesor de Historia en Baltimore, en la Johns Hopkins University. Luego, tuvo una dilatada carrera: estuvo trabajando en Washington, Princeton, Florencia (en el European University Institute), Santiago de Compostela, Dinamarca, Harvard, Madrid (Universidad Nacional de Educación a Distancia), Míchigan y París (École des hautes études en sciences sociales.
Desde 2002 es profesor de ciencia política y de historia en Los Ángeles, en la Universidad de California. Está casado, en segundas nupcias, con la historiadora del mundo clásico Giulia Sissa. Su obra se ha traducido a múltiples idiomas.
Hizo inicialmente traducciones de textos sobre la colonización americana. Publicó en 1983 un libro de gran erudición, La caída del hombre natural, que tuvo eco y fue   ganador del "Eugene Bolton Prize". En su El imperialismo español y la imaginación política, de 1990, elegía un ángulo más político. Mundos en guerra. 2500 años de conflictos entre Oriente y Occidente, muy reciente, muestra la imposibilidad de la imposición de la democracia occidental, al modo reciente, en los países musulmanes de Oriente Medio.